# 더글라스 (희곡)
《더글라스》(Douglas)는 존 홈이 지은 비극으로 1756년에 에든버러에서 공연이 되었다.  이 연극은 스코틀랜드와 잉글랜드에서 수 십년 동안 흫행하였다. 이 연극의 배우로 출연한 에드먼드 케인은 그의 데뷰무대가 되었고, 페그 볼핑톤은 랜돌프 부인으로 활약하였다.  

## 구성
랜돌프 부인이 그녀의 남동생을 생각하며 애타게 우는 것으로 극은 시작한다.  바로 직후에, 그녀는 그녀의 하녀에게 그녀가 그녀의 아버지의 친구의 적군의 아들에게 결혼을 한다고 고백을 한다.  

## 주제
이 연극의 내용은 존 홈이 '아기스'를 편집해 지은 드라마였다.  5년이 지한 후에 홈은 그의 작품을 완성하여서 런던에 선을 보이려고 하였으나 데이비드 게릭의 반대로 무산되었다.  하지만, 홈은 그것에 굴하지 않고, 에든버러에 있는 극장에서 공연을 하였는 데, 그것이 대호황을 이루자, 런던에까지 확장하게 되었다., 

## 평가
- 데이비드 흄은 이 연극에 대하여 존 홈에게 공개 편지를 쓰면서, '어떤 극장에서 연기된 공연보다 더글라스가 가장 감동적인 것'으로 평하였다.[2]